# Tung Wan Tsai North

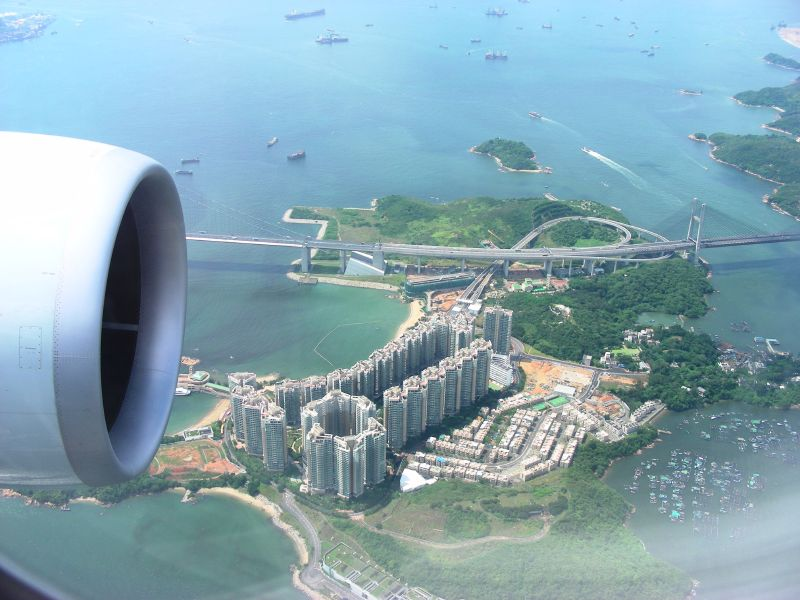
Ma Wan Island (Hongkong)

Ma Wan Tung Wan Tsai North (chinesisch 馬灣東灣仔北遺址 / 马湾东湾仔北遗址, Pinyin Mǎwān Dōngwānzǎi běi yízhǐ, Jyutping Maa5waan1 Dung1waan1zai2 Bak1 Wai4zi2 – „Nördliche Ruine am Dorf Tung Wai Tsai auf der Insel Ma Wan“), bzw. (auf Hochchinesisch) die Mawan-Dongwanzaibei-Stätte, ist eine neolithische bis frühbronzezeitliche archäologische Stätte auf Ma Wan Island im Distrikt von Tsuen Wan der New Territories (dt. etwa „Neuen Territorien“) von Hongkong (Xianggang). Sie liegt auf dem Gebiet des Dorfes Ma Wan der Gemeinde Ma Wan.
Die Stätte wird auf die Zeit 3700 v. Chr. bis 500 v. Chr. datiert. Es handelt sich um eine für das Perlfluss-Delta charakteristische Sandbank-Stätte. Sie hat eine Fläche von 1.500 Quadratmetern. Ausgegraben wurden zwanzig Gräber, entdeckt wurden Steinwerkzeuge, Keramik, Knochen- und Muschelschalenutensilien, außerdem Überreste von fünfzehn Personen, darunter sieben gut erhaltene Skelette. 
Die Stätte wurde 1997 vom Archäologischen Institut der Chinesischen Akademie der Sozialwissenschaften und dem „Amt für Kulturgüter und -stätten von Hongkong“ untersucht und gehörte zu den Top Ten der archäologischen Entdeckungen des Jahres in China.
Die Funde liefern wichtige Informationen für das Verständnis der prähistorischen Kultur von Hongkong.